# トム・セレック
トム・セレック（Tom Selleck, 1945年1月29日 - ）は、アメリカ合衆国ミシガン州デトロイト出身の俳優。

## 経歴
ミシガン州デトロイトで生まれるが、子供の頃にカリフォルニア州に引っ越す。イングランドおよびスコットランド系。
南カリフォルニア大学時代はモデルとして活動する傍ら、バスケットボールで活躍。1965年よりテレビに出演するようになり、1980年スタートのTVシリーズ『私立探偵マグナム』に主演し人気を博した。
ハリソン・フォードが演じたインディ・ジョーンズは、最初のスティーヴン・スピルバーグの構想ではトム・セレックであったが、オファーがあった頃にちょうど『私立探偵マグナム』の撮影が入っており、やむなく断念している。
その後、映画『未来警察』『スリーメン&ベビー』などに主演。『ミスター・ベースボール』では外国人選手役で高倉健と共演した。
2000年頃からTVを中心に活動している。

### 私生活
1970年にモデルのジャクリーン・レイと結婚したが1980年に離婚。1987年に女優のジリー・マックと再婚した。1988年に娘が生まれている。

## 主な出演作品

### 映画
| 公開年 放映年 | 邦題 原題                                                                           | 役名                             | 備考                                    |
| ------------- | ----------------------------------------------------------------------------------- | -------------------------------- | --------------------------------------- |
| 1970          | 赤い暗闇 The Movie Murderer                                                         | マイク                           | テレビ映画                              |
| 1970          | マイラ Myra Breckinridge                                                            | 色男                             |                                         |
| 1971          | 恍惚の7分間・ポルノ白書 The Seven Minutes                                           | フィル・サンフォード             |                                         |
| 1972          | 悪魔の娘たち Daughters of Satan                                                     | ジェームズ・ロバートソン         |                                         |
| 1974          | 私は犯された/エレイン夫人の裁判 A Case of Rape                                      | スタン                           | テレビ映画                              |
| 1976          | ミッドウェイ Midway                                                                 | シリル・サイマード               |                                         |
| 1978          | コーマ Coma                                                                         | ショーン・マーフィー             |                                         |
| 1978          | スーパーボウル/殺意のファイナルゲーム Superdome                                     | ジム                             | テレビ映画                              |
| 1982          | シャドー・ライダー The Shadow Rider                                                 | マック・トラヴェン               | テレビ映画                              |
| 1983          | ハイ・ロード High Road to China                                                     | パトリック・オマリー             |                                         |
| 1984          | 未来警察 Runaway                                                                    | ジャック・R・ラムジー            |                                         |
| 1987          | スリーメン&ベビー 3 Men and a Baby                                                  | ピーター・ミッチェル             |                                         |
| 1989          | 彼女のアリバイ Her Alibi                                                            | フィル・ブラックウッド           |                                         |
| 1989          | イノセントマン/仕組まれた罠 An Innocent Man                                         | ジミー・レインウッド             |                                         |
| 1990          | ブラッディ・ガン 'Quigley Down Under                                                | マシュー・クイグリー             |                                         |
| 1990          | スリーメン&リトルレディ 3 Men and a Little Lady                                     | ピーター・ミッチェル             |                                         |
| 1992          | Oh!大迷惑?! Folks!                                                                  | ジョン・オールドリッチ           |                                         |
| 1992          | コロンブス Christopher Columbus: The Discovery                                      | フェルナンド2世 (アラゴン王)     |                                         |
| 1992          | ミスター・ベースボール Mr. Baseball                                                 | ジャック・エリオット             |                                         |
| 1995          | 告発文書 Broken Trust                                                               | ティモシー・ナッシュ             | テレビ映画                              |
| 1997          | イン&アウト In & Out                                                                | ピーター                         |                                         |
| 1999          | ラブレター/誰かが私に恋してる? The Love Letter                                      | ジョージ                         |                                         |
| 2000          | ランニング・メイツ/彼女たちの大統領選 Running Mates                                 | ジェームズ・レイモンド・プライス | テレビ映画                              |
| 2001          | クロスファイア・トレイル Crossfire Trail                                            | コヴィントン                     | テレビ映画                              |
| 2003          | 16歳の夏The Love Letter/優しさへの12マイル Twelve Mile Road                         | スティーヴン・ランディス         | テレビ映画                              |
| 2004          | 死刑判決 Reversible Errors                                                          | ラリー・スタークゼク             | テレビ映画                              |
| 2004          | ノルマンディー 将軍アイゼンハワーの決断 Ike: Countdown to D-day                     | ドワイト・D・アイゼンハワー      | テレビ映画                              |
| 2005          | ストーン・コールド -影に潜む- （警察署長 ジェッシイ・ストーン 影に潜む） Stone Cold | ジェッシイ・ストーン             | テレビ映画                              |
| 2006          | 警察署長 ジェッシイ・ストーン 暗夜を渉る Jesse Stone: Night Passage                 | ジェッシイ・ストーン             | テレビ映画 出演・製作・製作総指揮       |
| 2006          | 警察署長 ジェッシイ・ストーン 湖水に消える Jesse Stone: Death in Paradise           | ジェッシイ・ストーン             | テレビ映画 脚本・出演・製作・製作総指揮 |
| 2007          | ルイスと未来泥棒 Meet the Robinsons Cornelius Robinson                              | コーネリアス                     | 声の出演                                |
| 2007          | 警察署長ジェッシイ・ストーン 訣別の海 Jesse Stone: Sea Change                       | ジェッシイ・ストーン             | テレビ映画 出演・製作総指揮             |
| 2009          | 警察署長ジェッシイ・ストーン 薄氷を漂う Jesse Stone: Thin Ice                       | ジェッシイ・ストーン             | テレビ映画 脚本・出演・製作総指揮       |
| 2010          | 警察署長ジェッシイ・ストーン 非情の影 Jesse Stone: No Remorse                       | ジェッシイ・ストーン             | テレビ映画 脚本・出演・製作総指揮       |
| 2010          | キス&キル Killers                                                                   | ミスター・コーンフェルド         |                                         |
| 2011          | 警察署長ジェッシイ・ストーン 奪われた純真 Jesse Stone: Innocents Lost               | ジェッシイ・ストーン             | テレビ映画 脚本・出演・製作総指揮       |
| 2012          | 警察署長ジェッシイ・ストーン 消された疑惑 Jesse Stone: Benefit of the Doubt         | ジェッシイ・ストーン             | テレビ映画 出演・製作総指揮             |
| 2015          | 警察署長ジェッシイ・ストーン 4番目の真実 Jesse Stone: Lost in Paradise              | ジェッシイ・ストーン             | テレビ映画 出演・製作総指揮             |

### テレビシリーズ
| 放映年    | 邦題 原題                                                     | 役名                           | 備考                                           |
| --------- | ------------------------------------------------------------- | ------------------------------ | ---------------------------------------------- |
| 1969      | 対決ランサー牧場 Lancer                                       | ドビー                         | 1エピソードに出演                              |
| 1969-1970 | 華麗なる世界 Bracken's World                                  |                                | 4エピソードに出演                              |
| 1973      | FBIアメリカ連邦警察 The F.B.I.                                | スティーヴ                     | 1エピソードに出演                              |
| 1975      | ドクター・ウェルビー Marcus Welby, M.D.                       | エド・ブロック                 | 2エピソードに出演                              |
| 1975      | マニックス特捜網 Mannix                                       | ドン・ブラディ                 | 1エピソードに出演                              |
| 1976      | 地上最強の美女たち! チャーリーズ・エンジェル Charlie's Angels | アラン・サミュエルソン         | 第1シーズン第5話「標的にされたエンジェルたち」 |
| 1978-1979 | ロックフォードの事件メモ The Rockford Files                   | ランス・ホワイト               | 2エピソードに出演                              |
| 1979      | コンクリート・カウボーイ Concrete Cowboys                     | ウィル                         | 1ピソードに出演                                |
| 1980-1988 | 私立探偵マグナム Magnum, P.I.                                 | トーマス・サリヴァン・マグナム | 158エピソードに出演                            |
| 1981      | 俺たち賞金稼ぎ!!フォール・ガイ The Fall Guy                   | 本人役                         | 1エピソードに出演                              |
| 1982      | サイモン&サイモン Simon & Simon                               | トーマス・サリヴァン・マグナム | 1エピソードに出演                              |
| 1986      | ジェシカおばさんの事件簿 Murder, She Wrote                    | トーマス・サリヴァン・マグナム | 1エピソードに出演                              |
| 1996-2000 | フレンズ Friends                                              | リチャード                     | 10エピソードに出演                             |
| 1998      | The Closer                                                    | ジャック・マクラーレン         | 10エピソードに出演                             |
| 2006      | ボストン・リーガル Boston Legal                               | アイヴァン・ティグス           | 4エピソードに出演                              |
| 2007-2008 | ラスベガス Las Vegas                                          | A.J.クーパー                   | 19エピソードに出演                             |
| 2010-     | ブルーブラッド 〜NYPD家族の絆〜 Blue Bloods                   | フランク・レーガン             |                                                |

## 参照
1. ↑  http://wc.rootsweb.ancestry.com/cgi-bin/igm.cgi?op=GET&db=dowfam3&id=I126652
2. ↑  Vitale, Dick (2003年4月17日). “Jason Williams' injury a big topic at U.S. Open”.   ESPN. 2010年8月10日閲覧。
3. ↑  Jillie Mack: Summary – TV.com
4. ↑  Biography Tom Selleck (Thomas Magnum – Magnum P.I.)